# سيدني لورنس
سيدني لورنس (بالإنجليزية: Sydney Laurence)‏ هو رسام أمريكي، ولد في 1865 في بروكلين في الولايات المتحدة، وتوفي في 10 ديسمبر 1940.

## روابط خارجية
- سيدني لورنس على موقع ميوزك برينز (الإنجليزية)